# Pulau Ubin

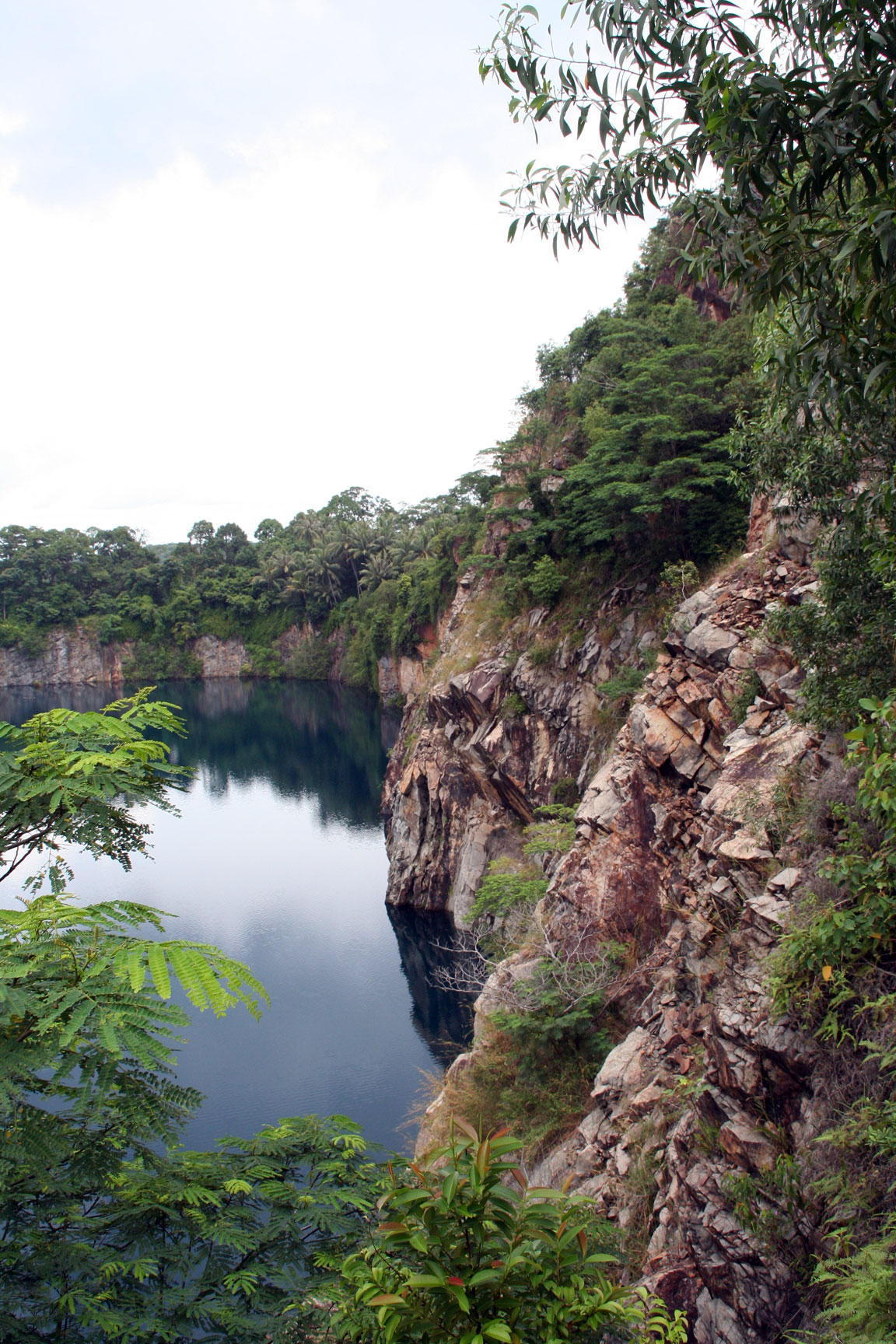
Carrière abandonnée à Pulau Ubin.

Pulau Ubin (en chinois : 烏敏島) est une petite île singapourienne (Pulau signifie « île » en malais) située au nord-est de Pulau Ujong, la plus grande d'entre elles. Plus à l'Est se trouve l'île de Pulau Tekong.

## Géographie
Sa superficie est de 10,19 km² ; après avoir accueilli jusqu'à plusieurs milliers de travailleurs employés à l'exploitation de carrières de granit, dans les années 1960, sa population est aujourd'hui de quelques centaines d'habitants. C'est l'une des dernières zones non urbanisées de Singapour.
Pulau Ubin apparaît pour la première fois sur une carte de Singapour en 1828, sous le nom de Pulo Obin. Son granit est exploité dès le milieu du XIXe siècle et sert aux constructions entreprises par les Britanniques à Singapour, notamment le phare de Horsburgh sur l'île de Pedra Branca en 1850-1851, et plus tard la digue reliant Johor à Singapour. Les carrières abandonnées ont été progressivement reconquises par la végétation.
L'île accueille aujourd'hui de nombreux touristes venus de Singapour, attirés en particulier par le site naturel de Chek Jawa. L'avenir de l'île (protection, reprise de l'exploitation du granit, tourisme…) fait l'objet de débats récurrents à Singapour.